# The panic in Needle Park
The panic in Needle Park és una pel·lícula estatunidenca de drama romàntic de 1971 dirigida per Jerry Schatzberg i protagonitzada per Al Pacino i Kitty Winn. El guió va ser escrit per Joan Didion i John Gregory Dunne, com a adaptació de la novel·la homònima de 1966 escrita per James Mills. És la segona interpretació de Pacino en una pel·lícula i el seu primer papaer com a protagonista.
La pel·lícula retrata la vida d'un grup d'addictes a l'heroïna que es reuneixen a Needle Park (en català, «Parc de les Agulles»), el sobrenom de Verdi Square i Sherman Square a Nova York. És una història d'amor entre Bobby i Helen mentre les seves vides s'entronquen i la seva addicció s'intensifica.

## Argument
A la ciutat de Nova York, Helen torna al pis que comparteix amb el seu xicot, Marco, després de patir un avortament. Helen es posa malalta i Bobby, un traficant de drogues de poca importància a qui Marco deu diners, mostra interès per Helen.

## Producció
La pel·lícula està basada en la novel·la homònima de James Mills, del 1966, que alhora s'havia inspirat en el reportatge de dues parts de Mills en els números del 26 de febrer i 5 de març de 1965 de la revista Life. Segons una notícia de The Hollywood Reporter de novembre de 1967, els drets cinematogràfics de la novel·la havien estat comprats al principi per Avco Embassy Pictures i, segons una notícia de Variety de març de 1969, els drets van ser posteriorment adquirits pel productor Dominick Dunne, essent el guió escrit pel seu germà John Gregory Dunne i la seva cunyada Joan Didion. Didion va vendre la història als productors com un «Romeu i Julieta passats d'heroïna».

La primera opció per a interpretar el personatge de Bobby era el cantant de The Doors, Jim Morrison. Didion i Dunne es van reunir amb Morrison durant l'enregistrament de l'àlbum Waiting for the Sun, però el cantant va arribar tard i passat de voltes a la reunió i es va comportar de manera agressiva i poc comunicativa. Inesperadament, Avco Embassy Pictures va cancel·lar el projecte, però Dominick Dunne va aconseguir atreure l'interès de 20th Century Fox. El director Jerry Schatzberg va ser contractat per Dunne tenint com a referència el seu anterior treball, Puzzle of a Downfall Child (1970). D'acord amb Dunne, la llista de candidats per a protagonitzar The panic in Needle Park es va centrar en «dos desconeguts: Al Pacino i Robert De Niro». Els productors Richard D. Zanuck i David Brown preferien algú «més alt, de més atractiu físic i més conegut». No obstant això, Pacino era el favorit de Schatzberg, de qui coneixia seves habilitats com a actor a les obres The Indian Wants the Bronx i Does a Tiger Wear a Necktie?. 20th Century Fox volia incloure Mia Farrow com a protagonista femenina, fet que el director va considerar inadequat, que va insistir amb Kitty Winn.

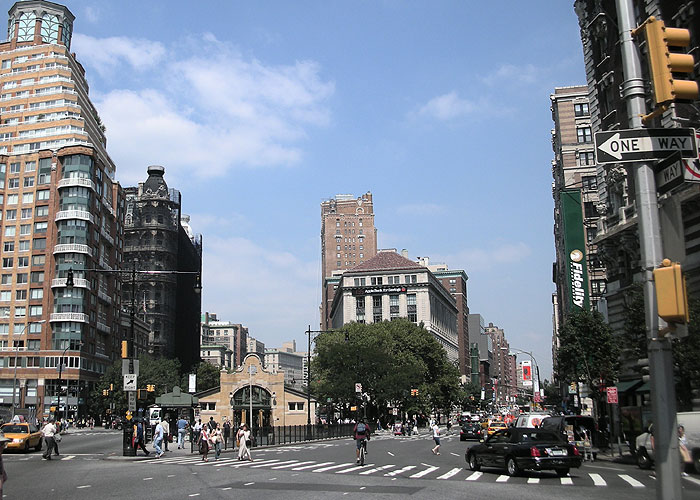
Carrer 72 a Verdi Square. A l'esquerra es pot veure l'estació del carrer 72 del Metro de Nova York.

La filmació va començar a la tardor de 1970 als voltants del Museu Americà d'Història Natural. Amb un mes i mig de preparació, el rodatge es va dur a terme durant deu setmanes. Com s'assenyala als crèdits del film, la pel·lícula es va rodar íntegrament a la ciutat de Nova York: a Needle Park, l'àrea de l'Upper West Side, al Riverside Park, en una presó i una sala d'hospital, al ferri de Staten Island i a l'East Village. En les escenes en què els actors semblen injectar-se ells mateixos, una infermera hi era present, fent d'assessora tècnica. Al Pacino es va reunir amb alguns addictes en centres de rehabilitació, que li van ensenyar el procediment utilitzat per a injectar-se.
Al principi, Ned Rorem anava a compondre la banda sonora de la pel·lícula fins que es va decidir que per crear una atmosfera adequada no s'empraria música (la banda sonora sense utilitzar es va incloure com a contingut extra a la versió Blu-ray). Gran part de la pel·lícula presenta imatges a l'estil cinema veritat. The panic in Needle Park es considera la primera pel·lícula comercial que presenta imatges reals de punció de drogues.

## Estrena
The panic in Needle Park es va estrenar al 24è Festival Internacional de Cinema de Canes el maig del 1971, al qual van assistir el director, els guionistes, els productors i Kitty Winn, que van ser ovacionats després de la projecció; Al Pacino es trobava filmant El Padrí. La pel·lícula va ser classificada «X» per alguns països europeus, com Alemanya, per la seva violència i la descripció dura i realista del consum de drogues, i va ser prohibida al Regne Unit fins al 1974.
The panic in Needle Park va ser el primer paper protagonista d'Al Pacino en un llargmetratge, encara que no va ser ni el seu debut cinematogràfic ni el de Kitty Winn. També va ser el primer llargmetratge de Raúl Juliá. La pel·lícula va ser editada a Blu-ray a través de Twilight Time el 14 de juny de 2016 amb una edició de només 3000 còpies.
Per la seva interpretació de Helen, Kitty Winn va guanyar el premi a la millor actriu al Festival de Canes de 1971. La pel·lícula i el seu director, Jerry Schatzberg, també van ser nominats a la Palma d'Or.